# Gemeindehaus der Domgemeinde

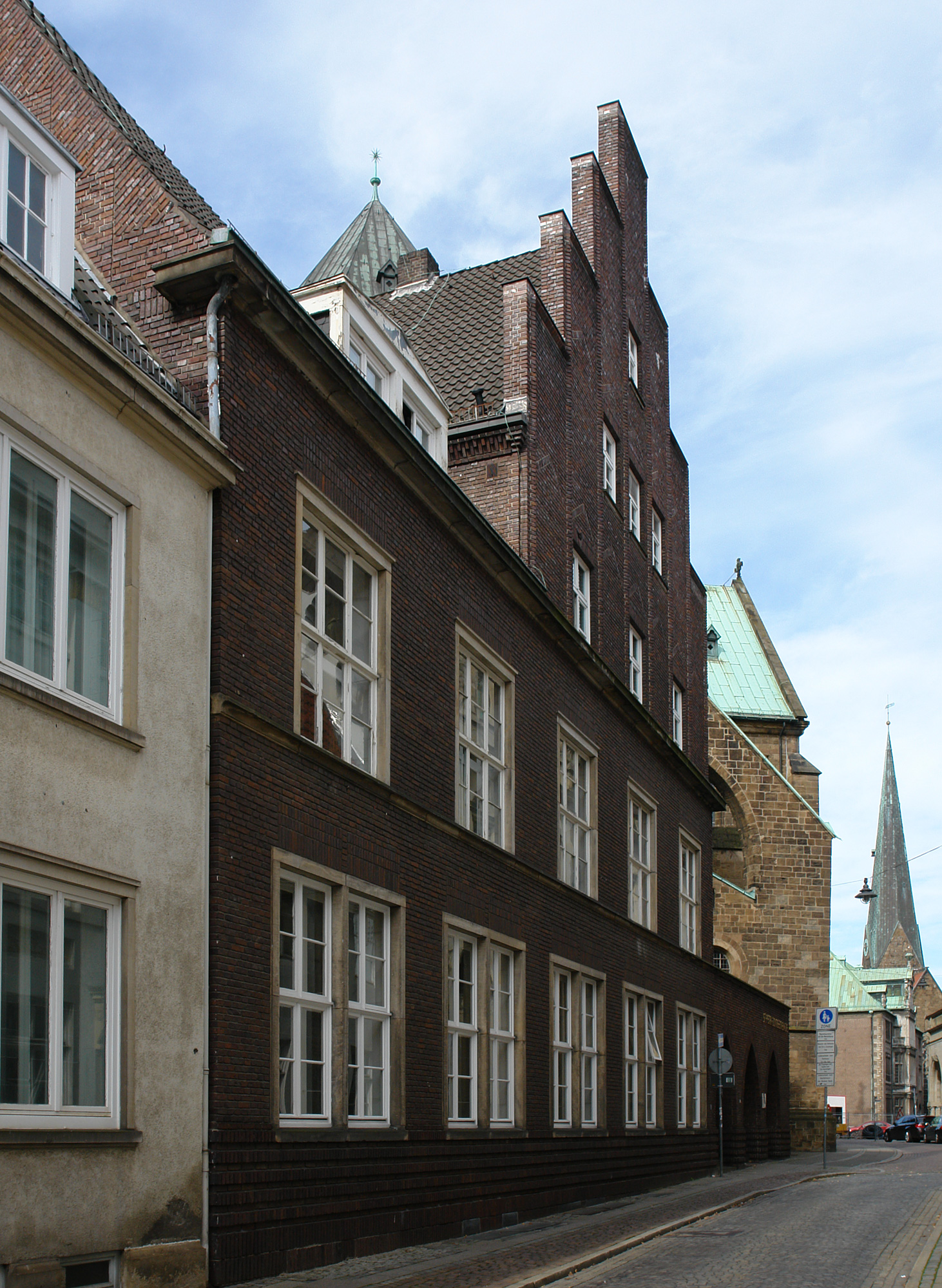
Gemeindehaus

Das Gemeindehaus der Domgemeinde befindet sich in Bremen, Stadtteil Mitte, Sandstraße 10–12. Es entstand bis 1928 nach Plänen von Walter Görig.
Das Gebäude steht seit 1973 unter Bremer Denkmalschutz.

## Geschichte
Das zweigeschossige, fünfachsige, verklinkerte Gemeindehaus der St.-Petri-Domgemeinde mit den vierachsigen neogotischen Arkaden zum Dom, dem eingeschossigen hinteren Arkadenbauwerk, dem wuchtigen und markanten Treppengiebel und den seitlichen gotisierenden beiden Eingängen wurde 1926/28 in der Epoche der Zwischenkriegszeit im Stil des Expressionismus gebaut. Ein Innenhof wird durch dieses Haus und dem Dom gebildet.
Das geschützte Ensemble der Dominsel besteht zudem aus St. Petri-Dom mit dem Dom-Museum (romanischen und gotische Anbauten), Pfarrhaus, zwei Predigerhäuser, das ehem. Küsterhaus sowie Die Glocke, das Kapitelhaus der Domgemeinde, Haus Kulenkampff und zwei Geschäftshäuser Domsheide 4 und 5 sowie dem Bismarck-Denkmal mit dem Reiterstandbild Otto von Bismarck und dem Turmbläserbrunnen.
Architekt Walter entwarf auch das Konzerthaus Die Glocke, das Küsterhaus (alle 1928) und die zwei Predigerhäuser (1952, 1960) sowie die in der Nähe die Deutsche Schiffsbank (mit Friedrich Schumacher, Domshof 17, 1952).
Heute (2018) befinden sich im Gebäude die Gemeindeverwaltung mit der Domkanzlei sowie verschiedene Räume für die Gruppenarbeit der Kirchgemeinde (u. a. Frauenkreis, Gesprächsinsel, Seniorentreff, Gottesdienstwerkstatt, Geburtstagskaffee, Domfrühstück).